# 達維特·巴克拉澤
達維特·巴克拉澤（1972年7月1日—）是一位喬治亞政治家。在2008年6月7日至2012年10月21日期間，他曾經擔任喬治亞國會的議長。巴克拉澤自1997年開始就進入政壇。在1997年至2002年期間，他曾就職於喬治亞外交部。除了國會議長之外，他也在2008年1月至4月擔任喬治亞外交部長；2008年4月至6月擔任喬治亞駐北約和歐盟特使。
他曾參選2013年喬治亞總統選舉，得票居第二位落敗。2018年再次參選總統，在首輪投票得票居第三位落敗。